# Anthony Stodart
James Anthony Stodart, baron Stodart de Leaston (6 juin 1916 - 31 mai 2003) est un homme politique conservateur écossais.

## Biographie
Fils d'un colonel du service médical indien, il reprend la ferme familiale à Kingston, North Berwick, East Lothian, après la mort de son père alors qu'il n'a que dix-huit ans. Finalement, il cultive plus de 800 acres (3,237485136 km2) à Leaston, près de Humbie, East Lothian.
Bien qu'il ait été un unioniste actif dans sa jeunesse, il se brouille avec le parti et rejoint le Parti libéral, se présentant comme leur candidat à Berwick et East Lothian aux élections générales de 1950. L'année suivante, Stodart revient dans le giron conservateur et est candidat unioniste pour Midlothian et Peebles aux élections anticipées de 1951 et pour Midlothian en 1955.
En 1959, il est élu député pour Edinburgh West, siège qu'il occupe jusqu'en octobre 1974, quand il est remplacé par son compatriote conservateur James Douglas-Hamilton.
Stodart est ministre junior de l'Office écossais sous Alec Douglas-Home de 1963 à 1964, et au ministère de l'Agriculture sous la direction d'Edward Heath, de 1970 à 1974.
Après avoir quitté la Chambre des communes, il devient président de l'Agriculture Credit Corporation de 1975 à 1987 et préside une enquête sur le gouvernement local écossais en 1980. Il est créé pair à vie en tant que  baron Stodart de Leaston, de Humbie dans le district d'East Lothian le 1er juin 1981.
Sa femme Hazel est décédée en 1995. Ils n'ont pas d'enfants.